# Кайдан-Дёшкин, Сергей Фёдорович
Кайдан-Дёшкин Сергей Фёдорович (23 июня 1901 года, Вильно — 3 ноября 1972 года, Великие Луки) — советский композитор.

## Биография
Сергей Фёдорович Дёшкин родился 23 июня 1901 года в Вильно (Вильнюс) в семье чиновника управления железных дорог. В детстве участвовал в скаутском движении (в связи с чем ему позже и предложили заниматься пионерскими делами). После окончания семи классов поступил в Московский государственный университет. В 1922 году написал своё первое произведение — пионерский марш «Взвейтесь кострами» на слова поэта А. А. Жарова, ставший пионерским гимном. В 1927—1930 годах учился в Москве в Музыкальном училище имени Гнесиных (класс композиции М. Ф. Гнесина), (класс фортепиано Е. Ф. Гнесиной).
После женитьбы взял в качестве дополнения к своей фамилии фамилию жены, которой фамилия Дёшкин показалась неблагозвучной, чем огорчил родных, указавших, что «кайдан» на украинском языке значит «кандалы».
Вскоре с женой он расстался, а в 1930 году был арестован и в январе 1932 года осуждён советской властью на десять лет как контрреволюционер. Работал на строительстве Карельского металлургического комбината. Освобождён в 1940 году. В ноябре 1956 года реабилитирован.
С 1926 по 1930 годы писал музыку для театра кукол в Москве и других детских театров. В 1930—1940 годах руководил клубными оркестрами на Урале, Алтае, Крайнем Севере (в том числе в местах заключения).
Работал заведующим музыкальной частью и композитором Игарского театра (1941—1943), преподавателем музыки Педагогического училища народов Севера, заведующим музыкальной частью Норильского драматического театра (1943—1944), заведующим музыкальной частью и композитором Красноярского драматического театра, преподавателем Красноярского музыкального училища (1944—1949).
В 1949 году, прибыв в город Кызыл Тувинской АССР, Сергей Федорович погрузился в изучение тувинского фольклора, создал музыку к национальному эпосу «Шестьдесят богатырей», к опере «Саин». Написал для хора и оркестра «Марш тувинского комсомола». Организовал музыкальный лекторий, заведовал музыкальной частью Тувинского драматического театра, преподавал в Национальном педагогическом училище (1949—1956). Несколько лет работал в Кемеровской области, преподавал музыку в музыкальной школе (Кузбасс, 1956—1959). В Прокопьевске он отметил 40-летие своей творческой деятельности.
В 1959 году Сергей Фёдорович переезжает в Великие Луки (Псковская область). Там заведовал музыкальной частью Великолукского драматического театра и был концертмейстером балета (1959—1962). К этому времени им была написана музыка к 58 спектаклям.
Умер 3 ноября 1972 года в городе Великие Луки.

## Память
В 1991 году, к 90-летию со дня рождения композитора, С. Ф. Кайдан-Дёшкину была установлена памятная доска на здании Дома пионеров в городе Великие Луки, где он работал с 1959 по 1972 год.

## Сочинения
- Для духового оркестра «Легенда о Горной Шории» (1934), 6 маршей[2].
- Для квинтета: 5 эскизов (1926),

«Воспоминание».
- Для фортепиано: 24 прелюдии(1939), «Задушевный вальс» (1946).
- Для голоса и фортепиано, романсы на стихи русских поэтов.
- Песни «Взвейтесь кострами, синие ночи» (сл. А. Жарова), «Девушка в шинели» (сл. А.Суркова), «Дорожка» (сл. А. Гришельца)[5].
- Музыка к драматическим спектаклям «Отелло» В. Шекспира, «Укрощение строптивой» В. Шекспира, «Стакан воды» Э. Скриба[2].
- Музыка к национальное драме «Саин» В. Ермолаева и А. Егорова.